# Жељко Јовановић (фотограф)
Жељко Јовановић (Шабац, 2. октобар 1961) српски је фотограф.

## Биографија
На Економском факултету у Београду дипломирао је 1987. године.
Од 1977. године објавио десетине хиљада фотографија и хиљаде насловних страна у домаћим и страним новинама и часописима, као и уметничким, рекламним, пословним и научним публикацијама.
Награђиван на међународним и домаћим конкурсима и изложбама фотографија. Самостално и колективно излаже у Србији и иностранству.
Као водећи фоторепортер и уредник фотографије листа Политика, за коју ради од марта 1990. године, снимао је најразноврсније догађаје — од ратова и демонстрација до највиших државних свечаности, културних и спортских манифестација.
Члан је Удружења ликовних уметника примењених уметности и дизајнера Србије — УЛУПУДС, Удружења фоторепортера Србије (УФОС) и Српског фотографског друштва (СФД; 1946-2011: Фото савез Југославије).
Посебну пажњу посвећује фотографисању портрета и бележењу културног живота, уметничког стваралаштва и културно–историјске баштине.
Снимао је многе културне манифестације: Вуков сабор, БИТЕФ, БЕМУС, БЕЛЕФ, Београдски џез фестивал, Фестивал игре, Филмски сусрети, Сајам књига и друга дешавања у земљи и иностранству.
Сарађивао на позоришним, филмским и телевизијским пројектима са нашим најпознатијим ауторима.
Фотографисао за престижне монографије академика Владимира Величковића, Миће Поповића, Вере Божичковић Поповић и других ликовних уметника. Аутор је фотографија за монографије Стоматолошког факултета у Београду, Градског завода за заштиту здравља Београда, Града Лозница, корпоративне профиле, промотивне и политичке кампање, публикације ...
Аутор је фотографија за акцију „Негујмо српски језик“, која кроз постере, изложбе фотографија, спотове и друго шири језичку културу у Србији и Републици Српској и „Наше Благо“ која представља културну баштину Београда.